# Pulad Khan
Aquest kan és anomenat Pulad Khoja; per l'altra kan de l'Horda d'Or anomenat Pulad Khan, vegeu Pulad Khan (Horda d'Or)
Pulad Khan (Pulad Timur, Mir Pulad Khan, Pulad Khoja Khan) fou kan de l'Horda d'Or, successor de Kutlugh Khoja vers 1363. El fet de portar el sobrenom de Khoja el faria membre de la família de Tuka Timur (germà de Batu Khan) com els seus tres predecessors Timur Khoja (1361), Murad Khoja (1361-1363) i Kutlugh Khoja (1363). En algunes de les seves monedes s'anomena "fill de Nugan" (de fet, un nom de lectura incerta) que podria ser Nughai o Tughai (Kara Nogai?) i, per tant, fill d'aquest i germà de Kutlugh Khoja.
S'esmenta el 1363 dirigint un atac al nord del kanat, on va ocupar la ciutat de Bolghar en la que va establir la seva autoritat. Dominava el territori del Volga mig i algunes vegades va atacar als principats russos. Un dia (segons Karamzin, el 1367) Demetri de Nijni Nóvgorod i el seu germà Boris el van atacar i el van expulsar cap al darrere del Piana i un gran nombre de la seva gent va morir a la lluita on es va ofegar en travessar el riu.
Les seves primeres monedes són de l'any 764 de l'hègira (datables de finals d'octubre de 1362 a octubre del 1363), portant el títol de "El sultà just Pulad Khan"; el 1365 hi ha monedes amb el nom Pulad Timur fill de Nugan i al revers una pregària: "santificat Sultà Janibeg Khan, fes que l'imperi perduri". Les darreres monedes són de 1367 on s'esmenta com Mir Pulad Khan i Pulad Khoja Khan. Totes les monedes estan encunyades a Nova Sarai (esmentada també a aquestes com Nova Gulistan).
Fou assassinat en tornar a Sarai per orde d'Aziz Shaykh que s'havia apoderat del tron a la capital. Fou el pare d'Ibrahim Oghlan i d'Arab Shah Khan (Arabshah). El primer fou el pare de Dewlet Oghlan, que al seu torn fou el pare d'Abu l-Khayr, el fundador del kanat Uzbek. El segon (que va dominar breument Nova Sarai com a kan de l'Horda d'Or) fou l'ancestre dels kans de Khivà, que d'ell van agafar el nom d'arabshàhides. Vegeu la genealogia a "Xibànides".